# Stefan Pettersson (militär)
Göran Stefan Pettersson, född 2 januari 1967 i Motala församling i Östergötlands län, är en svensk militär.

## Biografi
Pettersson avlade officersexamen vid Krigsskolan 1990 och utnämndes samma år till fänrik vid Gotlands regemente, där han befordrades till kapten 1995 och till major 1998. Vid regementet var han bland annat chef för stridsvagns- och pansarskyttekompanier samt bataljonschef. Han har också tjänstgjort vid Högkvarteret och Markstridsskolan. Åren 2006–2015 arbetade han inom civil verksamhet: först hos Kronofogdemyndigheten och sedan som enhetschef hos Pensionsmyndigheten. År 2015 återinträdde han i Försvarsmakten och var som överstelöjtnant chef för 18. stridsgruppen 2015–2019. Han befordrades till överste 2019 och var chef för Andra brigaden 2019–2021. Pettersson är chef för Skaraborgs regemente sedan den 16 juni 2021.